# محمد دري باشا

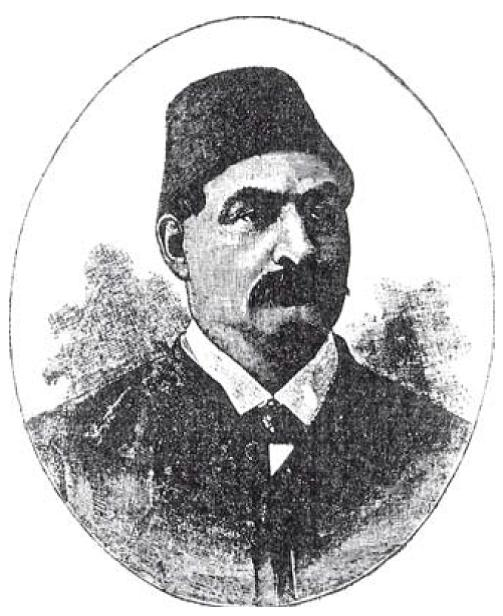
محمد دري باشا

الدكتور محمد دري باشا أو محمد دري باشا الحكيم (1257هـ/1841م - 1318هـ/1900م) جراح مصري، كان أستاذًا لعلمي التشريح والجراحة بمدرسة طب قصر العيني،  وصفه علي باشا إبراهيم بأنه «سيد الجراحين في زمانه».

## مولده وأسرته
ولد محمد دري بن عبد الرحمن بن أحمد بالقاهرة عام 1257 هـ/1841 م،  وكان أبوه السيد عبد الرحمن أحمد قد نزح من محلة أبي علي القنطرة بالغربية (تتبع مركز المحلة الكبرى حاليًا) إلى القاهرة بعد أن التحق بالخدمة العسكرية في عهد محمد علي باشا.

## تعليمه

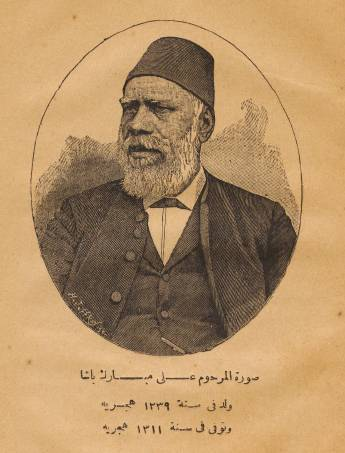
علي باشا مبارك كما رسمه محمد دري باشا، تظهر الصورة في صدر كتابه عن حياة علي مبارك

في السابعة من عمره (عام 1264 هـ)، التحق بمدرسة المبتديان، غير أنه لم يلبث فيها إلا بضعة أشهر ثم أغلقها الخديو عباس الأول ـ في تلك السنة التي عرفت بسنة (البرار والبراماز)، أي سنة ما ينفع وما لا ينفع ـ فانتقل مع فئة منتخبة من التلامذة إلى المدرسة التجهيزية بالأزبكية، ثم انتقل مع زملائه ثانيةً إلى مدرسة أبي زعبل، حيث أتم دروسه، قبل أن يقع الاختيار عليه ليصير تلميذًا بمدرسة المهندسخانة ببولاق (وكان ناظرها علي باشا مبارك)،  وذلك رغم ميله إلى دراسة الطب، وهو الميل الذي باح به محمد دري إلى ناظر المهندسخانة. غير أن مبتغاه لم يتحقق إلا في عام 1269 هـ (1852 أو 1853 م)،  وكان ذلك بمساعدة علي باشا مبارك، الذي حفظ له دري الجميل، وألف فيما بعد كتابًا عن سيرته.

### إغلاق مدرسة الطب
غير أن الأمور لم تجرِ كما يشتهي محمد دري، إذ دُعي تلاميذ مدرسة الطب في عهد سعيد باشا إلى الديوان الخديوي بالقلعة، وتم هناك فرز التلاميذ، فأمر الخديو بطرد التلاميذ حديثي السن جدًا من المدرسة، وإلحاق متوسطي السن بالشوشخانة السعيدية (أورطة عسكرية)، وإلحاق المتقدمين في السن بالمدرسة العسكرية في طرة، وكان محمد دري من المتوسطين في السن، فألحق بالعسكرية، وصرفت لهم الملابس والمهمات العسكرية، وأقفلت مدرسة الطب، وغلب اليأس على تلاميذها السابقين،  غير أن دري واصل دراسة الطب من الكتب التي تصل إلى يده.
وبعد حين صدرت الأوامر بالعفو عنهم وجعلهم تمرجية (ممرضين) بالجيش، وبقي محمد دري تمرجيًا بالجيش يتنقل من أورطة إلى أورطة، ومن آلاي إلى آلاي، حتى نال رتبة الجاويش، ثم جاءت الهيضة (الكوليرا) عام 1272 هـ، فاشتغل دري في معالجة المرضى، وبدأ منذ ذلك العهد في تأسيس آرائه العلمية في هذا المرض وتدوين مشاهداته حوله، ونشر هذه فيما بعد في رسالة سماها «الإسعافات الصحية في الأمراض الوبائية الطارئة على مصر».

### إعادة افتتاح المدرسة
بعد ذلك بقليل عاد كلوت بك ـ مؤسس المدرسة الطبية المصرية ـ إلى مصر، والتمس من واليها سعيد باشا إعادة المدرسة الطبية إلى ما كانت عليه، فأجابه إلى ذلك، وأصدر أمره بجمع تلامذتها من الآلايات وإعادتهم إلى المدرسة، فعاد دري ورفاقه إليها، وواصل دراسته حتى تخرج وعُين بها مساعدً ومعيدًا لعلم الجراحة بمرتب شهري قدره ثلاثة جنيهات.

### بعثة باريس

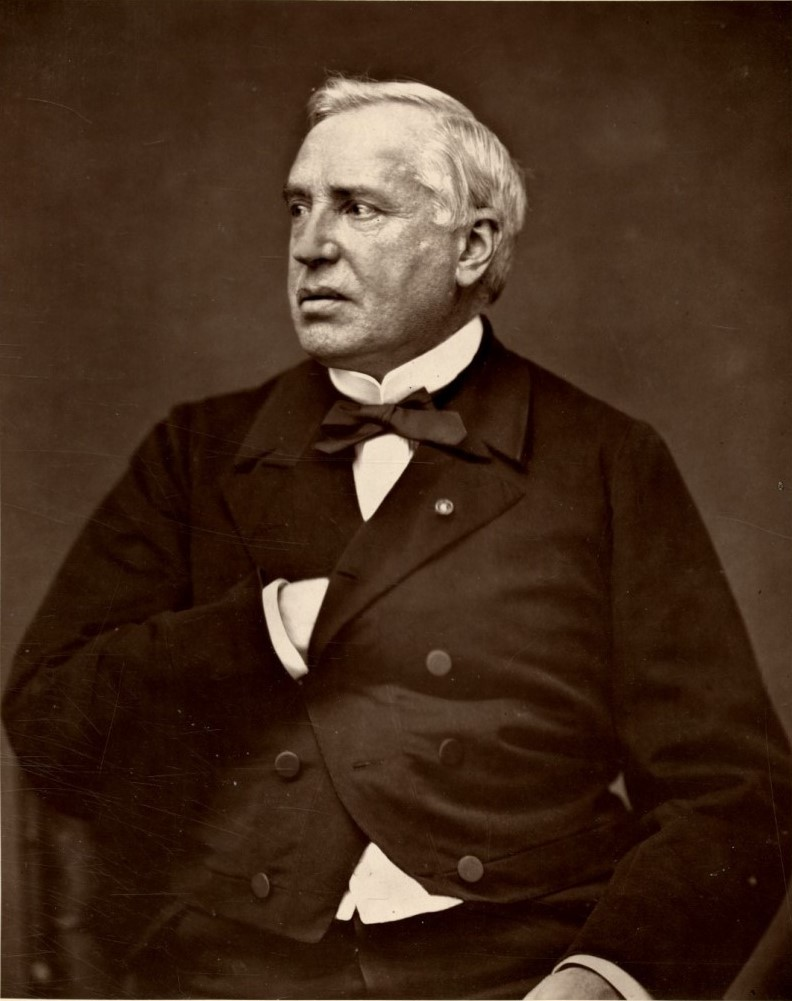
الدكتور أوغست نيلاتون، أحد أساتذة محمد دري في باريس

وفي عام 1278 هـ توجه سعيد باشا إلى أوروبا، وصحبه في رحلته محمد علي باشا الحكيم، فشاهد تقدم الجراحة في أوروبا، فقرر الخديو إرسال فريق من النابغين من المدرسة الطبية المصرية إلى باريس ليتقنوا هذا الفن ويعودوا إلى مصر في وقت قريب توفيرًا للنفقات، فبعث بهذه الإرسالية عام 1279 هـ وفيها محمد دري، وكان أصغر المبعوثين سنًا ورتبة، وبعد أقل من عام توفي سعيد باشا وخلفه إسماعيل باشا فعرض عليه شافعي بك الحكيم ناظر مدرسة الطب استرجاع هذه الإرسالية لأن مصر في حاجة إلى أطباء، فصدر أمر إسماعيل بإرجاعهم فعادوا جميعًا ما عدا محمد دري لصغر سنه،  وكان الخديو إسماعيل قد راجع بنفسه كشفًا بأسماء أعضاء هذه البعثة العلمية، فلفت نظره أن سن بعضهم تقارب الخمسين، وأن ستة منهم يحملون رتبة البكوية.
واصل دري دراسته وتتلمذ على أشهر جراحي ذلك العصر، ومنهم الدكتور أوغست نيلاتون (1807 ـ 1873)، الذي لازم دري عيادته الجراحية سنتين كاملتين لفت خلالهما نظر أستاذه، الذي بشره بمستقبل مجيد وحث رفاقه على الاقتداء به.
بقي دري بباريس إلى أن نال شهادة الطب، فأراد رئيس الإرسالية هناك إعادته إلى مصر، لكن دري التمس إبقاءه مدة أخرى لإتمام العمل في بقية المستشفيات فألح عليه الرئيس في العودة إلى مصر، وبلغ ذلك الدكتور نيلاتون فكتب إلى رئيس الإرسالية يقول: «يجب الالتفات لدري المصري والعناية بشأنه لأنه قلّ أن يوجد له نظير في الإقبال على العمل والاستفادة بما يشاهده، وإنني منه في غاية الامتنان وأُثني عليه أحسن الثناء»، فاقتنع رئيس الإرسالية بذلك، وصادف أن وصل الخديو إسماعيل إلى فرنسا، فلقيه الدكتور نيلاتون وأثنى له على محمد دري، وأيده في ذلك أطباء فرنسيون آخرون كانوا في حمامات فيشي، فأمر الخديو بمنح دري عدة كتب وبعض الآلات الجراحية ومبلغًا من المال، فاشترى دري بهذا المال بعض القطع التشريحية، أحضرها معه إلى مصر لدى عودته.

## عودته إلى مصر وعمله بها

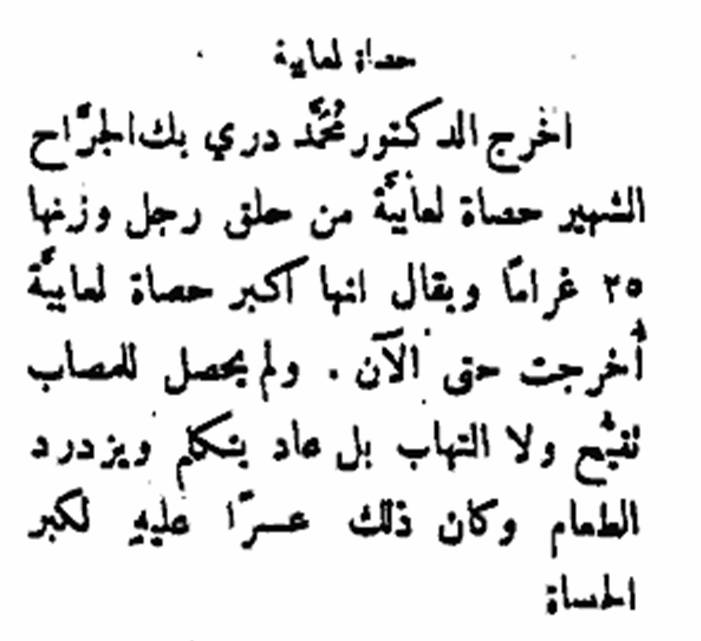
خبر بعدد فبراير 1895 من مجلة المقتطف عن أحد منجزات دري بك الجراحية

في عام 1286هـ عاد دري إلى مصر بعد أن قضى في فرنسا نحو سبع سنوات، فمُنح رتبة صاغقول أغاسي (رائد)، وعين حكيمباشي قسم العطارين بالإسكندرية، ثم عين حكيمًا ثانيًا لقسم الجراحة بمستشفى الإسكندرية، وبقي به إلى أواخر عام 1288، ثم نُقل إلى القاهرة وعين معلمًا ثانيًا لعلم التشريح وجراح باشي اسبتالية النساء بالقصر العيني، وبقي فيها حتى عام 1291 هـ، ثم عين معلمًا أول لعلم التشريح وجراح باشي اسبتالية النساء، ورُقي إلى رتبة بكباشي (مقدم)، ثم رقي عام 1294 هـ إلى رتبة أميرالاي، وبقي في مستشفى قصر العيني بوظيفة جراح باشي وأستاذ أول الجراحة والإكلينيك الجراحي إلى عام 1299 هـ، وهو العام الذي مُنح فيه رتبة المتمايز، وفي عام 1315 هـ مُنح رتبة الميرميران الرفيعة الشأن.
كان دري باشا شديد الاهتمام بتدوين الملاحظات المرضية، وكان يدونها في دفتر خاص بالمريض مسجل به بالتفصيل اسم المريض ومرضه والعلاج الذي عولج به وتاريخ سير العلة، وقد جمع دري باشا ذلك كله في مجموعة أهداها إلى قصر العيني عندما أحيل إلى المعاش، فحُفظت هناك، وكُتب عليها «مجموعة محمد دري باشا الحكيم».
كان دري باشا يقتني بمنزله مجموعة تشريحية جاء بها من أوروبا فضلًا عن مقتنيات أخرى، كما كان بمدرسة قصر العيني معرض لما استخرجه من الحصوات المثانية والنواسير والأورام وغيرها،  وقد نشرت مجلة المقتطف في باب «أخبار الأيام» بعددها الصادر في 6 شعبان 1312 هـ (فبراير 1895 م) هذا الخبر:
| محمد دري باشا | أخرج الدكتور محمد درّي بك الجراح الشهير حصاة لعابية من حلق رجل وزنها 25 غرامًا، ويقال إنها أكبر حصاة لعابية أُخرجت حتى الآن. ولم يحصل للمريض تقيح ولا التهاب، بل عاد يتكلم ويزدرد الطعام، وكان ذلك عسرًا عليه لكبر الحصاة | محمد دري باشا |

## الحرب العثمانية الروسية
أُرسل محمد دري باشا مع الجيش المصري الذي شارك في الحرب العثمانية الروسية (1877 ـ 1878) وعُين حكيمباشي اسبتالية صوفيا، ومُنح نيشان هذه الحرب.

## المطبعة الدرية
استحضر محمد دري باشا معه من فرنسا مطبعة، وأنشأ المطبعة الدرية لطباعة مؤلفاته ومؤلفات غيره،  وكان مقرها حارة السقايين بعابدين.
وقد ذكرت ذلك مجلة الهلال في عددها الصادر في 8 رجب 1311 هـ (يناير 1894) قائلة:
| محمد دري باشا | وما يسرنا ذكره أن حضرة الدكتور من الراغبين في خدمة العلم، والمجتهدين في نشره وتنشيطه، ويدلك على ذلك أنه ـ على كثرة شواغله في معاطاة مهنته في الطب والجراحة ـ قد أنشأ مطبعة خصوصية في منزله جاء إليها بسائر معدات المطابع لطبع ما أراد نشره، لا يلتمس على ذلك أجرًا ولا أجرة | محمد دري باشا |

## من مؤلفاته

### كتب طبية
- رسالة في الهيضة الوبائية: وفيها وصف الهيضة وطريقة معالجتها بالأدوية البسيطة.[4]
- بلوغ المرام في جراحة الأقسام: وهو كتاب مطول في الجراحة في أربعة أجزاء، مزود بالرسوم والأشكال، وقد طُبعت في حياته ثلاثة أجزاء من الكتاب في مطبعته، وتوفي قبل طباعة الجزء الرابع.[4]
- جراحة الأنسجة: في ثلاثة أجزاء[3]
- مختصر الأورام[3]
- الإسعافات الصحية في الأمراض الوبائية الواردة على مصر سنة 1300 هـ[1][3]
- تذكار الطبيب: طبع مرتين، أخيرتهما سنة 1313 هـ، وهو يشمل كل التذاكر الطبية التي كان يصفها مشاهير الأطباء في مستشفى قصر العيني، ويقع في 426 صفحة، ويسهل حمله في الجيب.[4]

### مؤلفات غير طبية
- النخبة الدرية في مآثر العائلة المحمدية العلوية: وبه خلاصة تراجم أعضاء العائلة الخديوية مع رسومهم ورسوم أنجالهم.[8]
- تاريخ حياة علي مبارك باشا: استخرجه من الخطط التوفيقية وصدّره بصورة علي باشا، وطبعه بمطبعته عام 1311 هـ/1894 م، [9] وقد لخص هذه الترجمة لاحقًا كل من إلياس الأيوبي في الجزء الثاني من كتابه «تاريخ مصر في عهد إسماعيل» وأحمد أمين في كتابه «زعماء الإصلاح في العصر الحديث».[10]

## التكريم
- منح رتبة المتمايز سنة 1299 هـ
- مُنح رتبة الميرميران سنة 1315 هـ
- نيشان الحرب العثمانية الروسية
- سمي باسمه أحد شوارع حي العجوزة بالجيزة (شارع الدري)، [5] كما سمي باسمه شارع محمد دري باشا بمنطقة لوران بالإسكندرية.

وقد مدح الشيخ علي أبو يوسف الأزهري الدكتور دري باشا بقوله:

## إحالته إلى التقاعد
ظل محمد دري باشا يشغل منصب أستاذ أول للجراحة بالقصر العيني حتى صارت اللغة الإنجليزية هي اللغة المعتمدة للدراسة بالمدرسة في عهد إبراهيم باشا حسن (الذي تولى إدارة مدرسة الطب عام 1893 وأعاد تنظيم المدرسة على الطريقة الإنجليزية وزاد أعداد الأساتذة الإنجليز)، فأحيل دري باشا إلى المعاش، وتفرغ لأعماله الخاصة حتى توفي.

## وفاته
توفي محمد دري باشا بالقاهرة ليلة 30 يوليو 1900م،